# Dominique Meyniel
Dominique Meyniel (10 avril 1951, Aurillac - 6 janvier 2010, hôpital Tenon à Paris) est un médecin urgentiste français.

## Biographie
Né dans une famille de médecins, il passe son enfance à Murat, puis à Aurillac (Cantal). Après des études de Médecine à Clermont-Ferrand et à Paris, il est reçu à l’Internat des hôpitaux de Paris en 1975. Il parcourt diverses spécialités, pneumologie, gastro-entérologie, néphrologie, médecine interne, urgences.  Au terme de son internat, il devient chef de Clinique-Assistant en Médecine Interne à l'hôpital Tenon. En 1982 lui est proposé un poste de chef de Service de Pneumologie à l’hôpital de Brive la Gaillarde, poste qu’il accepte. Il trouvera là bas des « coudées franches » qu’il n’aurait pas eues à Paris, pourtant il se lasse. Lorsque la proposition lui est faite en 1988 de revenir à l’hôpital Tenon comme chef du service des Urgences, il accepte avec enthousiasme et retrouve avec plaisir les nombreux amis qu’il s’y était faits. Avec la bonhomie mais l’efficacité et l’obstination qui le caractérisaient, il a restructuré les Urgences de Tenon d’une manière remarquable. Il a au reste participé à toutes les instances professionnelles des urgentistes, et a dirigé la rédaction d’un manuel de bonnes pratiques des Urgences en Médecine, devenu document de référence de l'Assistance publique - hôpitaux de Paris (AP-HP). Sa sagesse et sa pertinence lui valent de devenir conseiller auprès de la Direction des Affaires Médicales de l'AP-HP.
Lors de la canicule de 2003, son action d’urgentiste est jugée exemplaire et il devient membre de la commission dirigée par le Ministre de la Santé de l’époque, Jean-François Mattei. En 2006 son action est couronnée par la remise de la médaille de Chevalier de la Légion d'honneur. Dans le même temps se précise chez lui un désir d’écrire, qui se concrétise dès 2002 par "Le Couloir des Urgences", succession d’anecdotes authentiques observées aux Urgences de Tenon, histoires brèves, allant du cocasse à l’émouvant, entrecoupées de réflexions personnelles sur ce métier. L’œuvre est caractérisée par une profondeur humaine que l’on connaissait à son auteur, mais qui n’avait pas encore été exprimée avec cette dimension.
En 2006, Dominique Meyniel quitte la Direction des Urgences pour devenir chef d'un Pôle de l’hôpital (regroupement de Services destiné à coordonner les activités de plusieurs Services et d’en mutualiser les moyens). Est-ce un hasard si, au même moment, il prend l’initiative et se lance dans la coordination d’un livre sur l’histoire de l’hôpital Tenon, non pas ouvrage scolaire ni d’histoire exhaustive, mais livre de réflexions, par touches différentes, confiées à ceux qui ont marqué l’histoire en question. Ce livre paraîtra en 2008.
Depuis 2006, son activité est donc moins clinique et plus orientée vers la gestion et la prospective de ce que sera l’hôpital de demain. Il est également membre du Conseil de la Faculté de médecine à l'université Pierre-et-Marie-Curie. La clinique lui manque un peu. Le désir d’écriture renaît et son sujet s’approfondit encore. Il décide alors d’entreprendre un master de philosophie des sciences et techniques à l'université Paris 1 Panthéon-Sorbonne, pour lequel  il sera dirigé et conseillé par Jean Gayon qui comprend immédiatement le personnage. Le thème retenu est celui des « scénarios de fin de vie », c'est-à-dire des choix de chacun sur la manière dont il préférerait quitter ce monde.
Son scénario à lui n’aura pas le temps d’être longuement médité. Le 1er janvier 2010, à 58 ans, en pleine santé, il est frappé d’un AVC foudroyant dont il meurt quelques jours plus tard.
Marin chevronné, il a longuement navigué, notamment au Groenland et en Patagonie avec le grand marin Arnaud Dhallenne sur les traces de Jean-Baptiste Charcot du nom duquel il avait fait baptiser l'aile des urgences et de réanimation chirurgicale de l'hôpital Tenon où il est décédé.
À l'initiative de la Faculté de médecine de l'université Pierre-et-Marie-Curie, la bibliothèque universitaire de l'hôpital Tenon a été baptisée Bibliothèque Tenon - Meyniel le 26 novembre 2010.
À l'initiative de l'APHP et de l'hôpital Tenon, le nouveau bâtiment Meyniel de l'hôpital, conçu par les architectes Pascal Beau et Robert Vanhaecke, a été inauguré le 5 février 2013.